# Isolateur numérique
Les isolateurs numériques sont des composants électroniques permettant aux signaux numériques une certaine isolation galvanique entre deux domaines d'alimentation électrique. Autrement dit, le composant permet d'isoler physiquement et électriquement deux sections distinctes d'un circuit, tout en permettant le passage d'un signal électrique d'un domaine de référence à un autre. L'isolation entre deux circuits distincts apporte une multitude d'avantages à la conception d'un circuit, notamment le fait que la barrière d’isolation brise les boucles de retours de courants (voir boucle de masse) . En brisant cette boucle, il devient possible de s'immuniser des perturbations électromagnétiques que captent ces boucles, injectant ainsi du bruit dans le circuit. L'isolation permet également aux utilisateurs de bénéficier d'une certaine protection à l'égard des hautes tensions ou variations rapides de tension du circuit distant. Les circuits plus sensibles et coûteux bénéficient également de cette protection.    
En général, ces circuits de protection se spécialisent en fonction de la nature du signal devant traverser la barrière d'isolation, afin de permettre les meilleures performances possibles. Parmi ces spécialisations, l'isolation pour les protocoles I2C, SPI, USB, RS-232, RS-485 de même que le protocole CAN ainsi que Ethernet sont les plus largement retrouvés sur le marché.

## Historique

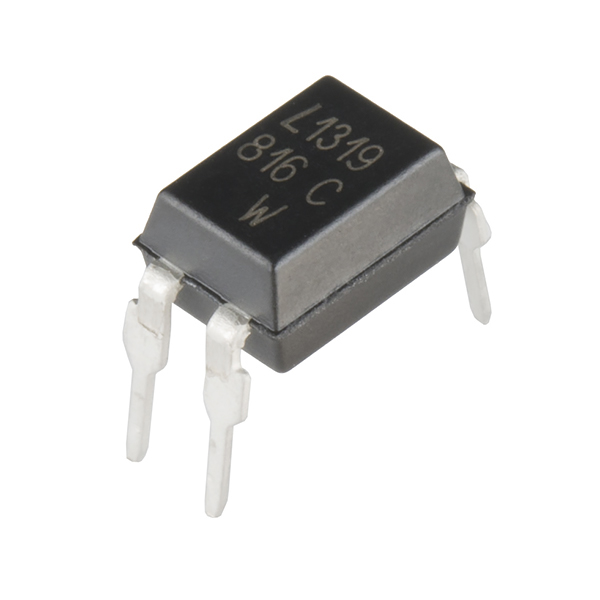
Optocoupleur dans un boitier de format "Dual Inline Package" 4 broches.

La première forme d'isolation galvanique est apparue en 1831 alors que Michael Faraday venait de faire la découverte de l'induction magnétique. Cette découverte lui permit de réaliser le premier transformateur toroïdal par la découverte de l'inductance mutuelle. Bien qu'à l'époque les premières applications du transformateur étaient l'adaptation de différents niveaux de tensions et de courants analogiques, le transformateur permettait également un transfert de puissance entre deux domaines électriquement et physiquement isolés. Aujourd'hui, on utilise l’appellation 'transformateur d'isolation' pour ce genre de composant, puisqu'ils possèdent généralement un rapport 1 pour 1. Quelques années plus tard, soit en 1835, le premier relais électromécanique est inventé par l'anglais Edward Davy et implémenté dans son télégraphe . Il s'agit alors de la première forme d'isolation électrique dans le domaine du numérique puisque le dispositif dispose de deux états de marche seulement: ouvert et fermé. 
En ce qui concerne l'électronique moderne, le premier optocoupleur apparut en 1961, soit trois années suivant l'invention du circuit intégré. C'est le travail de James Biard ainsi que Gary Pittman, deux ingénieurs américains travaillant chez Texas Instruments, qui permirent cette avancée en la matière à la suite de l'invention de la DEL infrarouge . L'optocoupleur apporte à cette époque un gain en vitesse de commutation par rapport aux relais standards, ce qui lui taille une place sur le marché. À la suite de cette invention, quelques variantes firent leur apparition, notamment les contacteurs statiques (en anglais Solid State Relay) permettant de faire contacter des tensions alternatives de fort courant, par le même principe d'isolation optique. Les délais de commutation deviennent cependant contraignants vers la fin des années 1990, ce qui permet l'arrivée de nouvelles technologies telles que l'isolation capacitive en 1997 par Silicon Laboratories (Patent US 6430229 B1)  ainsi que l'isolation par couplage inductif en 2000 par Analog Devices (US 6087882 A) . Aujourd'hui, ces deux technologies occupent une place de choix dans les circuits électroniques modernes.

## Unité de mesure
Il existe deux principales façons de quantifier le niveau de protection que peut offrir la barrière d'isolation. La mesure la plus courante est l'immunité aux variations de tension en mode commun minimum (en anglais, Minimal Common Mode Transient Immunity ou CMTI ) et son unité se mesure en kV/μs. Cette mesure précise le ratio tension/temps (en anglais, Slew Rate) minimal requis sur un signal d'entrée pour commencer à observer des perturbations sur le signal de sortie du circuit d'isolation . Diverses normes ISO permettent de régir le niveau de protection qu'un composant peut offrir. L'autre mesure permettant de qualifier la barrière est la tension d'isolation que celle-ci peut fournir sans permettre de claquage, en Vrms.

## Techniques d'isolation de signal
Il existe trois différentes familles de technologies permettant l'isolation dans le domaine appliqué des signaux numériques faible tension présents dans les circuits électroniques modernes: 

### Isolation Optique
Diverses techniques permettent l'isolation galvanique d'un signal, notamment l'usage de photocoupleur, qui permet le transfert du signal vers un autre domaine électrique par l'entremise de la lumière. Dans la même puce, une photodiode (émetteur) permet l'émission de photon lorsqu'elle se trouve polarisée de façon directe. Cette émission traverse un isolant diélectrique, puis un phototransistor capte cette émission reproduisant ainsi le signal électrique de départ.  

Exemple d'implémentation d'un optocoupleur.

Les taux de transferts des optocoupleurs vont de quelques dizaines de Hz à un peu plus de 10 MHz.  

#### Avantages
- Immunisation aux interférences provenant de champs magnétiques extérieurs.
- Immunisation aux interférences provenant de champs électriques extérieurs.

#### Inconvénients
- Taux de transferts de données peu élevé. Ce faible taux provient de l'important délai de commutation de la photodiode à l'interne [11]
- Puissance dissipée relativement élevée par rapport aux autres solutions existantes.
- Requiert davantage de composants discrets (non-intégrés) que les autres solutions.

### Isolation Inductive

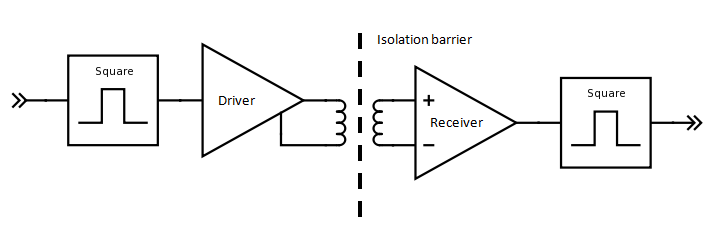
Schéma de principe de l'isolation par couplage inductif.

Les lois de Faraday démontrent qu'il est possible de produire un champ magnétique variant dans le temps, en faisant varier le courant dans un solénoïde . Inversement, il est également possible avec un champ électromagnétique variant dans le temps de produire un courant dans un solénoïde. Il devient alors possible de faire varier à partir d'une première bobine un courant dans une seconde bobine et ainsi, transmettre de l'information entre deux circuits électriquement distants et indépendants. C'est le principe de fonctionnement décrivant la technique d'isolation inductive puisqu'en réalité, ces bobines sont miniaturisées sur des tranches de silicium à l'aide de diverses techniques de fabrications en salles blanches. Le signal d'entrée est encodé et transmis à la première bobine sous formes d'impulsions, sur détection de changement de fronts (montants ou descendants), puisque l'inductance de la bobine tend naturellement à rejeter la tension continue. L'impulsion sera vu comme une variation de tension et l'impulsion électromagnétique produite sera captée par la deuxième bobine en traversant la barrière d'isolation. Cette barrière est généralement faite de polyimide, un polymère isolant, de faible coefficient diélectrique . L'impulsion est finalement décodé et le signal original est reproduit en sortie.  
Ce type de circuit permet des taux de transferts allant de 1 MHz jusqu'à 600 MHz . Les modèles offerts sur le marché permettent généralement une isolation allant de 1,5 kV/μs à quelques dizaines de kV/μs, bien que certains atteignent 75 kV/μs. 

#### Avantages
- Taux de transferts de données élevées
- Immunisation aux interférences provenant de champs électriques extérieurs.
- Technologie permettant la consommation la plus faible [16]

#### Inconvénients
- Susceptibilité face aux interférences provenant de champ magnétiques.

### Isolation Capacitive

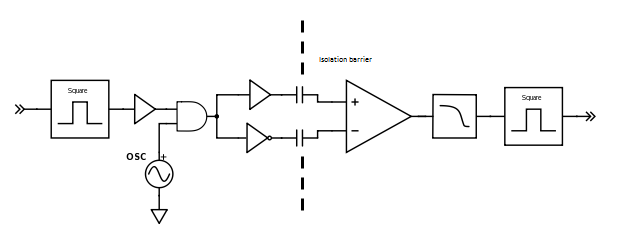
Principe de fonctionnement de l'isolation par couplage capacitif.

Le principe derrière l'isolation capacitive est relativement semblable à celui de l'isolation inductive. L'isolation inductive se sert d'un champ magnétique pour traverser une barrière d'isolation tandis que l'isolation capacitive se sert d'un champ électrique pour traverser la barrière d'isolation. La nature de cette barrière d'isolation est sensiblement la même que le diélectrique d'un condensateur, justifiant son appellation. Généralement, cette barrière est faite de dioxyde de silicium, constituant un isolant de qualité pour ce type d'application et s'implémentant facilement sur une puce de silicium. Plusieurs techniques de fabrication permettent d'obtenir cette couche d'isolation, notamment par croissance d'oxyde (oxydation thermique) ou par dépôt d'oxyde de silicium (PECVD) . 
Bien que l'électricité ne puisse traverser la barrière diélectrique formée par l'oxyde, le champ électrique qu'il engendre en est capable. Lorsqu'un condensateur se charge, les électrons circulent et s'accumulent sur une première électrode. Cette accumulation créé un champ traversant le diélectrique et repoussant les électrons de la deuxième électrode. Cet effet de répulsion atteint sa limite lorsque le condensateur est pleinement chargé, bloquant ainsi le courant continu ce qui n'aura permis finalement qu'un infime mouvement d'électrons. Toutefois, si la tension sur la première électrode est variable dans le temps, le champ électrique résultant le sera également et il deviendra donc continuellement possible de faire bouger les électrons de la deuxième électrode. En ce sens, on utilise une technique de modulation OOK (en anglais, On Off Keying) afin de transmettre le signal. Lorsqu'une tension alternative est mesurée sur la deuxième électrode, on considère l'état logique transmis niveau haut et lorsque aucune variation n'est mesurée, on considère qu'un état logique bas est transmis. 
De cette façon, il est possible d'atteindre des taux de transferts allant de 1M à 150 MHz. Les modèles courants offerts sur le marché permettent une isolation de 1,5 kV/µs à 200 kV/µs.

#### Avantages
- Taux de transferts de données élevées
- Immunisation aux interférences provenant de champs magnétiques extérieurs.

#### Inconvénients
- Susceptibilité face aux interférences provenant de champs électriques